# Uzbeg kan
Mohammed Öz Beg (mongolsko Өзбег, Özbeg), bolj znan kot Uzbeg ali  Özbeg je bil kan Modre in Zlate horde, ki je vladal od leta 1313 do 1341, * 1282, † 1341.
Bil je sin Togrilča in vnuk Mengu Timur kana, ki je vladal od 1267 do 1280. Med njegovo vladavino, ki je bila najdaljša v zgodovini Zlate horde, je država dosegla svoj višek. Nasledil ga je sin Džanibeg.

## Spreobrnitev v islam in prevzem oblasti
Uzbegov oče Togrilča je bil eden od Džingiskanovih potomcev, ki je strmoglavil Tode Menguja (vladal 1280-1287). Vladar Modre in Zlate horde Tokta je Togrilča usmrtil, se poročil z njegovo ženo, njegovega sina Uzbega pa izgnal v oddaljeno regijo Zlate horde ali v Horezm ali v Čerkezijo.
Uzbega  je Ibn Abdul Hamid, sufi buharskega sajida in šejk jasavijskega reda, spreobrnil v islam. Po smrti strica Tokte je s pomočjo nekdanjega kanovega vezirja Timur Kutluga in Bulagan (ali Bajalu) hatun januarja 1313 zasedel prestol Zlate horde. Temu je sprva nasprotovalo mnogo mongolskih plemičev, ki so organizirali zaroto in ga poskušali ubiti. Uzbeg je zaroto odkril in zarotnike pokončal.
Uvedba islama kot državne religije je sprožila zaroto šamanističnih in budističnih knezov, ki jo je kruto zatrl. V državi je začel odločno širiti islam in dovolil misijonarjem, da ga širijo tudi v okoliških regijah. Ugotovil je, da njegove nasprotnike podpirajo tudi odposlanci njegovega sorodnika Bujantu kana, četrtega vladarja dinastije Juan, kar je poslabšalo odnose s Kitajsko. Zadnji uporniški sorodnik je bil šamanistični kan Bele horde Ilbasan, ki je bil leta 1320 umorjen. Uzbeg kan je v Beli hordi namesto njega ustoličil muslimana Mubaraka Hvaja, ki je, v nasprotju s pričakovanji, razglasil svojo neodvisnost. Dolgoročno je islam omogočil zgladiti medstrankarske spore v Hordi in stabilizirati državne ustanove.  Ruski znanstvenik Lev Gumilev trdi, da bi Uzbeg lahko kanat pretvoril v sultanat.
Zanimivo je, da je bil Uzbeg kan, ki je od mongolske elite zahteval prestop v islam, hkrati prizanesljiv do kristjanov in poganov, med katerimi so bili Rusi, Čerkezi, Alani, ugro-finska plemena in krimski Grki, če so redno plačevali glavarino (džizja). Za strpnost do kristjanov se mu je pisno zahvalil papež Janez XXII. (1316−1334).
Vsi Uzbeg kanovi nasledniki so bili muslimani.

## Vladanje

### Vojni pohodi in politika
Uzbeg kan je vzdrževal eno od največjih armad na svetu, ki je štela več kot 300.000 vojakov. Leta 1319, 1325 in 1335 je napadel Azerbajdžan, ki je spadal k Ilkanatu. Prva dva napada je ilkanski  general Čoban  odbil in leta 1325 celo krenil v protinapad in prodrl globoko na ozemlje Zlate horde. Uzbeg je nato sklenil zavezništvo Mameluki v Egiptu in za utrditev zavezništva poročil princeso Tulunbujo s kairskim sultanom. Princesa je na Uzbegovo veliko razočaranje kmalu zatem umrla. Leta 1323 sta Egipt in Ilkanat sklenila mirovno pogodbo. Zavezništvo z Zlato hordo se je končalo in Mameluki so napad na Ilkanat odklonili. Uzbegov tretji  napad na Ilkanat je sovpadel z  smrtjo ilkana Abu Saida. Zaradi poslabšanja vremena in prihoda ilkanovega naslednika Arpa Keuna z veliko vojsko se je morala Uzbegova vojska umakniti.
Pred vojno in med vojno med Čagatajskim kanatom pod Esen Buko I. in dinastijo Juan pod Bujantu kanom in njegovim zaveznikom Ilkanatom pod Oldžejtu kanom je Esen Buka  leta 1313 in 1316 poskušal dobiti Uzbegovo podporo.  Uzbega je svaril,  da ga lahko  veliki kan vrže s prestola in na njegovo mesto imenuje nekoga iz Džočijeve družine. Njegov vezir je Uzbega  prepričal, naj temu ne verjame, in iz podpore ni bilo nič. Uzbeg kan je kljub temu upošteval Esen Bukove namige in se že na začetku svojega vladanja trudil, da bi preprečil vse vplive in zahteve Juana po prestolu Zlate horde. Diplomatski odnosi z Juanom so se leta 1324 kljub temu zboljšali in Bantu kan je Uzbeg kanu podelil de iure pravice do oblasti v Zlati hordi. V 1330. letih je začel Uzbeg plačevati letni davek mongolskim cesarjem Juana  in v zameno dobival svoj delež  od džočijskih posesti na Kitajskem in v Mongoliji.
V letih 1320 do 1332 se je vojskoval z Bolgarijo in Bizantinskim cesarstvom. Stalno je vpadal v Trakijo, občasno tudi kot bolgarski zaveznik v vojni proti Bizantincem in Srbiji, ki se je začela leta 1319. Leta 1324 je njegova vojska plenila po Trakiji 40 dni, leta 1337 pa 15 dni in zajela 300.000 ujetnikov. Po Uzbegovi smrti leta 1341 njegovi nasledniki niso nadaljevali njegove agresivne politike in zavezništvo  z Bolgarijo se je ohladilo. Leta 1330 je poskusil prevzeti oblast v Srbiji, vendar mu to ni uspelo. Bizantinski cesar Andronik III.  (vladal 1328 - 1341) je v znak sprave z Uzbegom poročil svojo nezakonsko hčerko, vdori Mongolov v Trakijo pa so se kljub temu nadaljevali, dokler niso zasedli bizantinskega pristanišča Vicina Macaria. Andronikovi hčerki, ki so jo preimenovali v Bajalun, je uspelo pobegniti in se vrniti v Konstantinopel. V Vlaški, ki je bila del Ogrskega kraljestva,  je vojvoda Basarab I. z  Uzbegovo podporo leta 1324 razglasil neodvisnost  in vladal do svoje smrti leta 1352.
Uzbeg je dovolil genovskim trgovcem in mornarjem, da se zaradi  Toktovega nadlegovanja lahko naselijo na Krimu. Mongoli so kljub temu leta 1322  oplenili Sudak, kar je povzročilo spore med kristjani in muslimani. Genovskih trgovcev v drugih mestih takrat niso nadlegovali. V spore se je vmešal sam papež Janez XXII. in zaprosil Uzbega, naj obnovi uničene rimsko katoliške cerkve. Uzbeg mu je vljudno pisno odgovoril in mu poslal darila. Z Genovežani je leta 1339 sklenil novo trgovinsko pogodbo in jim dovolil, da obnovijo obzidje Kafe. Leta 1332 je dovolil Benečanom, da ustanovijo kolonijo v Tanaisu na Donu.

### Novi Saraj
Med Uzbegovo vladavino je Saraj (iz perzijskega سرای, sarây, hiša, prebivališče) zelo hitro postal ne samo politično, ampak tudi trgovsko in proizvodno središče države. 
Za uspešno širitev islama je bilo treba v mestu zgraditi mošejo in druge objekte, med njimi tudi kopališče, ki je pomemben element muslimanske kulture. Saraj je privlačil trgovce iz evropskih, azijskih in bližnjevzhodnih držav. Zaradi tesnih vezi z Mameluškim sultanatom je cvetela trgovina s sužnji.
Naraščanje  bogastva in potrebe po proizvodnji običajno sprožijo tudi večanje števila prebivalcev, kar se v Saraju na žalost ni zgodilo. Z nastajanje novih naselij se je Saraj pretvoril v sedež močne muslimanske vlade, ki mu je dala primeren položaj in ugled kaj več pa ne. Uzbeg kan se je zato odločil, da bo zgradil novo mesto, ki je dobilo uraden naziv Saraj al-Džedid ali Novi Saraj.

### Odnosi z ruskimi knezi
Uzbeg je podpiral prva moskovska kneza, svojega svaka Jurija Daniloviča in njegovega naslednika Ivana I. Daniloviča, v boju za oblast z njunim sorodnikom tverskim knezom.
Leta 1317 je Mihail Jaroslavič iz Tvera  porazil Jurija Daniloviča v vasi Bortenjevo in ujel njegovo ženo, Uzbegovo sestro Končako.  Jurij je Uzbeg sporočil, da je bila na Mihailov ukaz zastrupljena. Jurija so pozvali na zagovor na dvor Zlate horde, po katerem so ga decembra 1318 obglavili. Na Uzbegov ukaz so usmrtili tudi njegova  sinova Dimitrija in Aleksandra in vnuka Fjodorja.
Jurij je svojim spletkarjenjem dosegel, da  mu je kan podelil jarlik - pravico do uradnega naslova  moskovskega velikega kneza.
Ko je kanov bratranec Baskari Ševkal s svojimi Tatari napadel Tver in bil poražen,  je tam sredi avgusta 1327 izbruhnil upor. Proti upornikom je krenila vojska 50.000 Mongolov, Tatarov in Moskovčanov pod poveljstvom  Ivana Daniloviča, pred katero je Dmitrijev brat in naslednik na položaju tverskega kneza in velikega kneza Vladimiro-Suzdalske kneževine Aleksander Mihajlovič pobegnil v Novgorod.  Ko so ga tam zavrnili, je pobegnil v Pskov, kjer so ga razglasili za svojega kneza. Tverski upor proti Hordi so leta 1327 krvavo zatrli.
Uzbeg je Ivana Daniloviča leta 1328 imenoval za velikega kneza Vladimiro-Suzdalske kneževine, s čimer se je začel vzpon Moskovske kneževine. Aleksander Mihajlovič se je po dolgem begu in izgnanstvu na Švedskem in v Litvi nazadnje s podporo litovskega velikega kneza Gediminasa vrnil v Pskov. Leta 1335 je v Hordo poslal svojega sina Fjodorja z davki in prošnjo za odpuščanje. Kan mu je odpustil in mu leta 1337 vrnil naslov tverskega kneza. Na njegovo žalost je njegov največji sovražnik, bratranec Ivan Danilovič, ponovno začel spletkariti. Aleksandra so pozvali na zagovor v Hordo in ga usmrtili. Tver so oplenili in mnogo meščanov poklali.
Uzbeg je leta 1340 na dvoru sprejel Danilovičeve sinove in Simeona imenoval  velikega kneza. Podelil mu je tudi več oblasti, kot so je imeli njegovi predgodniki, da bi preprečil vedno večjo moč Litve. Uzbeg je v Litvo poslal tudi svojo vojsko, ker je bilo jasno, da ogroža mongolsko dominacijo v Rusiji.

### Odnosi z rutenskimi knezi
Ko je mongolska vojska leta 1323 ubila Leva II. Jurjeviča in njegovega brata Andreja Jurjeviča, sovladarja Gališko-volinske kneževine in zadnja iz dinastije Rurikidov, sta oblast v kneževini prevzeli Velika litovska kneževina in Poljsko kraljestvo. Litovci so porazili ruske bojarje in zasedli Kijev in njegovo okolico. Leta 1337 Uzbeg kan na zahtevo gališkega plemiča Dmitrija Detka poslal proti poljskemu kralju Kazimirju III. vojsko 40.000 konjenikov, ki je prodrla do Lublina, potem pa so jo Poljaki na Visli ustavili.